# Daniele De Pandis
Daniele De Pandis (ur. 30 czerwca 1984 roku) – włoski siatkarz, reprezentant kraju, grający na pozycji libero. Od sezonu 2019/2020 występuje w drużynie A.S. Florens Castellana Grotte.

## Sukcesy klubowe
Liga Mistrzów:
- 2013

## Nagrody indywidualne
- 2013 - Najlepszy libero Ligi Mistrzów